# Gomortega
Gomortega is een geslacht uit de familie Gomortegaceae. Het geslacht telt slechts een soort die voorkomt in een zeer klein habitatgebied langs de kust van Centraal-Chili. Daar groeit de soort onder andere in de Chileense Matorral. 

## Soorten
- Gomortega keule (Molina) Baillon